# Horde

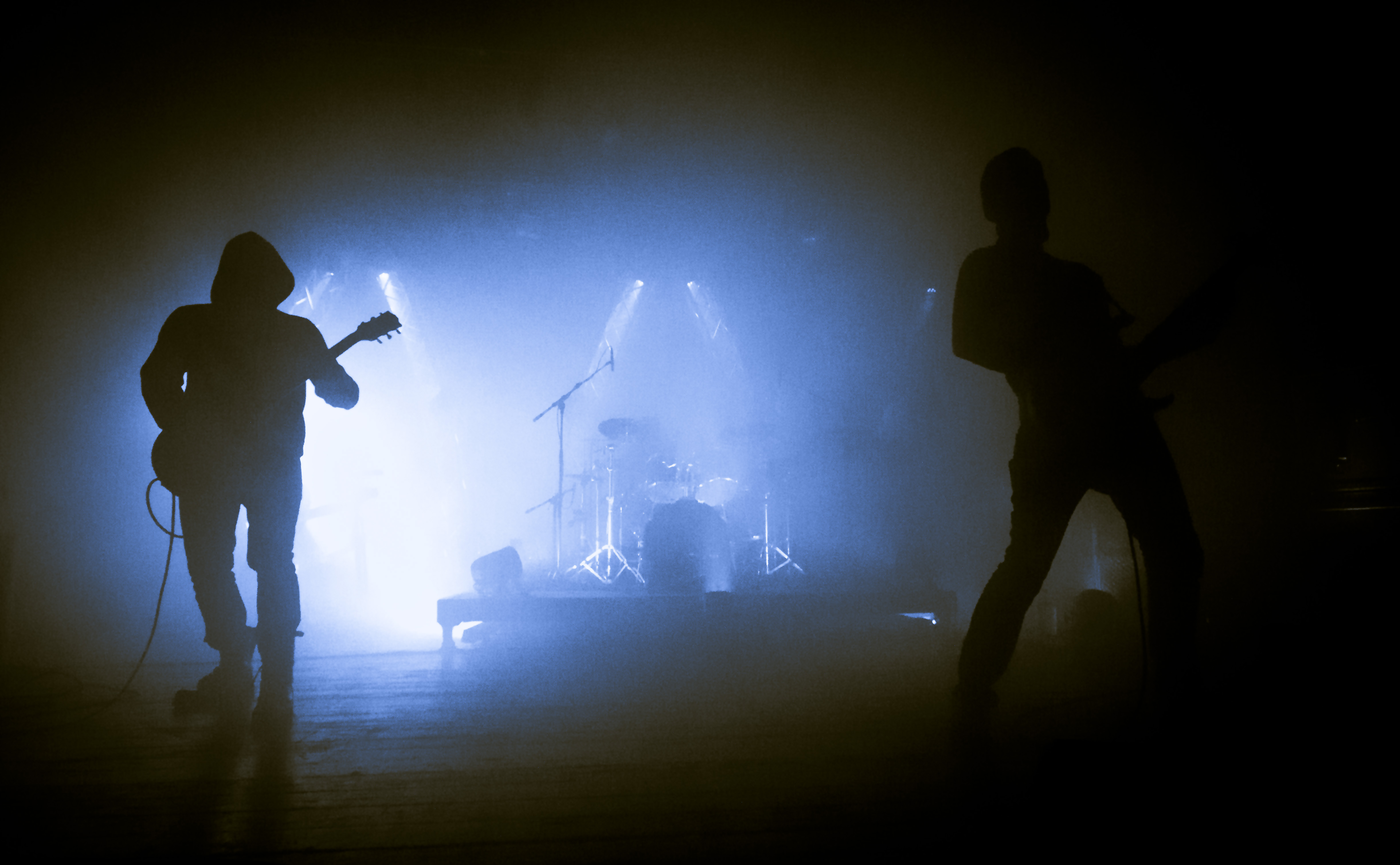

Horde var ett australiensiskt unblack metal-band bildat 1994 av Jayson Sherlock (Anonymous), tidigare trummis i Mortification och doom metal-bandet Paramaecium.
Bandet har blivit känt för att ha fungerat som pionjärer inom/varit startskottet för genren unblack metal, men också för att ha väckt starka reaktioner vid tiden då det släppte sitt enda studioalbum Hellig Usvart. Detta eftersom albumet påståtts ha innehållit/innehåller anti-satanistiska budskap till skillnad från traditionell black metalsom, enligt nationalencyklopedin, vanligtvis framtonar anti-kristna sådana.
Efter Hellig Usvart lades bandet på is i och med att Sherlock valt att återförenas med Paramaecium år 1996 inför deras skiva Within the Ancient Forest. Horde har därefter gjort ett flertal tillfälliga framträdanden, då under åren 2006, 2010 och 2012.

## Medlemmar
- Jayson Sherlock (artistnamn: Anonymous)

## Diskografi
- 1994- Hellig Usvart
- 2007- The Day of Total Armageddon Holocaust: Alive in Oslo (Live-album)